# Dekanat sulejowski
Dekanat sulejowski – dekanat leżący w południowo-wschodniej części archidiecezji łódzkiej, przywrócony dekretem abpa metropolity łódzkiego Grzegorza Rysia dnia 1 września 2020 roku.
W skład zlikwidowanego w 2015 roku dekanatu wchodziło 5 parafii:
- Parafia Świętego Wawrzyńca Męczennika w Bujnach
- Parafia Opieki św. Józefa, św. Marii Magdaleny i Aniołów Stróżów w Milejowie
- Parafia Świętego Floriana Męczennika w Sulejowie
- Parafia Świętej Małgorzaty i Świętego Augustyna w Witowie
- Parafia Najświętszej Maryi Panny Królowej Polski we Włodzimierzowie.

Od 1 września 2020 roku dekanat stanowi 6 parafii, w skład którego – oprócz powyższych – wchodzi także Parafia św. Alberta Chmielowskiego w Piotrkowie Trybunalskim.